# Perinereis cultrifera
Espèce
Perinereis cultrifera (aussi nommé pelure, pelouze verte par les pêcheurs), est une espèce de vers annélides marins appartenant à la famille des Nereididae, parfois utilisée comme appât pour la pêche (tout comme Hediste diversicolor et de la même manière).

## Répartition
Perinereis cultrifera est présent dans l'Atlantique nord-est, en Méditerranée, dans le Pacifique nord-ouest ainsi que dans l'océan Indien.

## Description
Le corps est vert bronze, de 150 à 250 mm de longueur.

Le vaisseau sanguin rouge médio-dorsal est bien visible.